# Kurt Habenicht
Kurt Habenicht (* 16. Februar 1881 in Plauen; † 4. April 1971 in Regensburg) war ein deutscher Jurist und Geologe.

## Werdegang
Habenicht studierte in Leipzig und war nach Promotion 1907 (Das Ehrenakzeptat) als Rechtsanwalt und (ab 1923) Notar tätig, zuerst 1909 in Treuen, ab 1919 in Plauen. 1944 wurde ihm wegen offener Kritik am Nationalsozialismus die Anwaltslizenz entzogen. Gegen Ende des Zweiten Weltkriegs wurde er aus Sachsen evakuiert und kam bei seinem Schwager in der Oberpfalz (Roding) unter.
Am 10. Juli 1945 wurde er von der US-amerikanischen Militärregierung als Landrat des Landkreises Roding eingesetzt. Er blieb bis zum 11. Juni 1946 im Amt. Danach war er Senatsvorsitzender der Berufungskammer für den Regierungsbezirk Niederbayern-Oberpfalz in Regensburg, an der Einsprüche gegen Entscheidungen der Spruchkammern zur Entnazifizierung verhandelt wurden. Diese bestand bis 1948. Ab 1947 war er Anwalt in Regensburg.
Neben Jura hatte er in Leipzig auch Geologie studiert. 1920 gründete er die Geologische Vereinigung Vogtland und war bis 1939 deren Vorsitzender. Außerdem war er zweiter Vorsitzender des Thüringischen Geologischen Vereins. Er galt als Kenner des kristallinen Grundgebirges Bayerns und veröffentlichte einen geologischen Wanderführer der Gegend um Regensburg. Seine Gesteinssammlung vermachte er dem Vogtländischen Kreismuseum und Naturkundemuseum.

## Schriften
- Geologische Wanderziele im Kristallin nördlich bis östlich von Regensburg, Regensburg: Mittelbayer. Druckerei- u. Verl.-Ges. 1950
- mit Werner Schreyer: Der Granit von Neustift bei Vilshofen in Niederbayern, München : Bayer. Geolog. Landesamt, 1959